# Stolin
Stolin (belarusiska: Столін, även ryska: Столин) är en stad i Belarus. Den ligger i länet Brests voblast, i den centrala delen av landet, 230 km söder om huvudstaden Minsk. Stolin är huvudort i distriktet Stolin rajon, antalet invånare är 12 951.

## Natur
Stolin ligger 139 meter över havet Terrängen runt Stolin är mycket platt. Trakten är glest befolkad. Det finns inga andra samhällen i närheten.